# Вибух нафтовозу поблизу Бахавалпура
Вибух нафтовозу поблизу Бахавалпура — техногенна катастрофа 25 червня 2017 року в районі Ахмедпуру, Пенджаб, схід Пакистану. Через займання та вибух цистерни з бензином загинули щонайменше 157 осіб і поранено понад 140.
Вантажівка з цистерною перекинулася, коли її водій намагався зробити різкий поворот на національному шосе N-5. Після того, як новина про ДТП поширилася на сусідні села, сотні мешканців кинулися до місця події, щоб пограбувати паливний вантаж. Імовірна причина вибуху — запалення цигарки одним із грабіжників.

## Перебіг подій
Близько 06:00 за місцевим часом (1:00 за Гринвічем), автомобільний тягач з цистерною на 40 000 літрів (10 567 галонів) палива перекинувся внаслідок руйнування шин при спробі різкого повороту. Вантажівка їхала з Карачі в Лахор.
Новина про аварію швидко поширилися на сусідні села, селяни бути попереджені через гучномовець на вершині місцевої мечеті. Велика кількість людей, що працюють в мангових фермах поряд з дорогою (за оцінками — близько 500, зокрема, жінок і дітей), зібралися на місці витоку бензину. Натовп ігнорував спроби поліції не допустити людей до місця аварії. Вибух стався приблизно через 45 хвилин після аварії вантажівки.